# Militära grader i Spaniens flotta
Militära grader Spaniens flotta visar den hierarkiska ordningen i den spanska flottan, med angivande av NATO-kod och motsvarande grad i den Svenska flottan. Artikeln behandlar även nedlagda personalkårer.

## Flaggmän
| España                     |                          |                      |                            |                                |  |  |  |  |  |
| Cápitan General Storamiral | Almirante General Amiral | Almirante Viceamiral | Vicealmirante Konteramiral | Contraalmirante Flottiljamiral |  |  |  |  |  |
|                            |                          |                      |                            |                                |  |  |  |  |  |

## Sjöofficerskåren
| NATO-kod                   | OF-5                               | OF-4                            | OF-3                     | OF-2                      | OF-1                                 | OF-1                                        | OF-D                                         | OF-D                                    | OF-S                               | OF-S |
| -------------------------- | ---------------------------------- | ------------------------------- | ------------------------ | ------------------------- | ------------------------------------ | ------------------------------------------- | -------------------------------------------- | --------------------------------------- | ---------------------------------- | ---- |
| España                     |                                    |                                 |                          |                           |                                      |                                             |                                              |                                         |                                    |      |
| Cápitan de Navío Kommendör | Cápitan de Fragata Kommendörkapten | Cápitan de Corbeta Örlogskapten | Teniente de Navío Kapten | Alférez de Navío Löjtnant | Alférez de Fragata Fänrik (MHS år 5) | Guardiamarina 2º año Flaggkadett (MHS år 4) | Guardiamarina 1er año Flaggkadett (MHS år 3) | Alumno 2º año Sjökadett år 2 (MHS år 2) | Aumno 1er año Sjökadett (MHS år 1) |      |
|                            |                                    |                                 |                          |                           |                                      |                                             |                                              |                                         |                                    |      |

## Sjöunderofficerskåren
| España                              |                                |                    |                             |                          |  |  |  |  |  |
| Suboficial Mayor Flottiljförvaltare | Subteniente Flottiljförvaltare | Brigada Förvaltare | Sargento Primero Fanjunkare | Sargento Förste sergeant |  |  |  |  |  |
|                                     |                                |                    |                             |                          |  |  |  |  |  |

## Sjömanskåren
| España              |                      |                  |                                |                 |  |  |  |  |  |
| Cabo Mayor Sergeant | Cabo Primero Korpral | Cabo Vicekorpral | Marinero de Primera Sjöman 1kl | Marinero Sjöman |  |  |  |  |  |
|                     |                      |                  |                                |                 |  |  |  |  |  |

## Marininfanteriet

### Officerare
| NATO-kod                         | OF-7                             | OF-6            | OF-5                             | OF-4             | OF-3           | OF-2              | OF-1           | OF-1 |  |
| -------------------------------- | -------------------------------- | --------------- | -------------------------------- | ---------------- | -------------- | ----------------- | -------------- | ---- |  |
| España                           |                                  |                 |                                  |                  |                |                   |                |      |  |
| General de División Generalmajor | General de Brigada Brigadgeneral | Coronel Överste | Teniente Coronel Överstelöjtnant | Comandante Major | Capitán Kapten | Teniente Löjtnant | Alférez Fänrik |      |  |
|                                  |                                  |                 |                                  |                  |                |                   |                |      |  |

### Underofficerare och soldater
| España |                                      |                        |                    |                                  |                   | Insignia de Cabo Mayor | Insignia de Cabo Mayor | Insignia de Cabo Mayor | Insignia de Cabo Mayor | Insignia de Cabo Mayor | Insignia de Cabo Mayor | Insignia de Cabo Primero | Insignia de Cabo Primero | Insignia de Cabo | Insignia de Cabo | Insignia de Soldado de primera | Insignia de Soldado de primera | Insignia de Soldado de primera | Insignia de Soldado de primera | Insignia de Soldado de primera | Insignia de Soldado de primera | Insignia de Soldado |
| España | Suboficial Mayor Regementsförvaltare | Subteniente Förvaltare | Brigada Fanjunkare | Sargento Primero Förste sergeant | Sargento Sergeant | Cabo Mayor Furir       | Cabo Mayor Furir       | Cabo Mayor Furir       | Cabo Mayor Furir       | Cabo Mayor Furir       | Cabo Mayor Furir       | Cabo Primero Kopral      | Cabo Primero Kopral      | Cabo Vicekopral  | Cabo Vicekopral  | Soldado de Primera Menig 1kl   | Soldado de Primera Menig 1kl   | Soldado de Primera Menig 1kl   | Soldado de Primera Menig 1kl   | Soldado de Primera Menig 1kl   | Soldado de Primera Menig 1kl   | Soldado Menig       |
|        |                                      |                        |                    |                                  |                   |                        |                        |                        |                        |                        |                        |                          |                          |                  |                  |                                |                                |                                |                                |                                |                                |                     |

## Mariningenjörskåren
Mariningenjörskåren har sjömilitära grader med tillägget Ingenerio. De bär facktecken i form av blått kläde mellan gradbeteckningsgaloneran. 

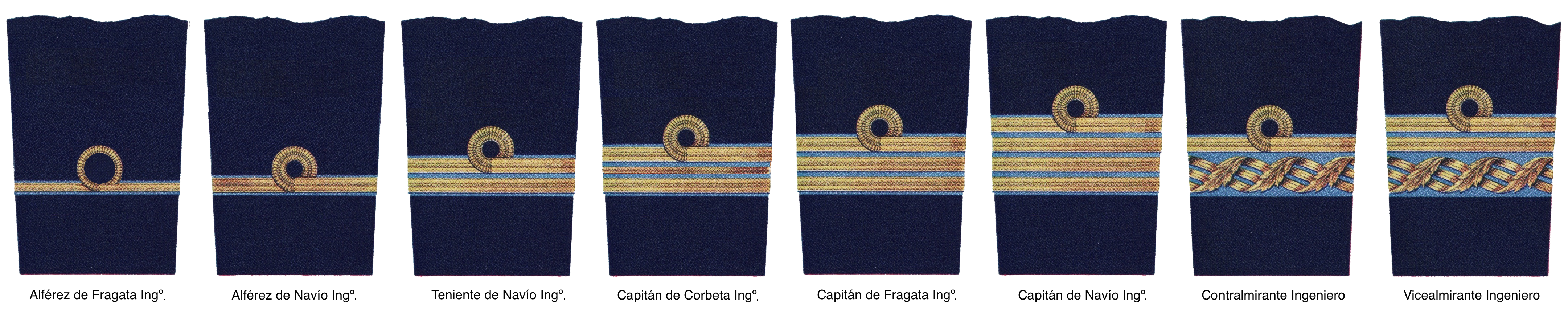

## Marinintendenturkåren
Marintendenturkårens personal har lantmilitära grader. De bär facktecken i form av vitt kläde mellan gradbeteckningsgalonerna samt en stiliserad sol ovanför dem.

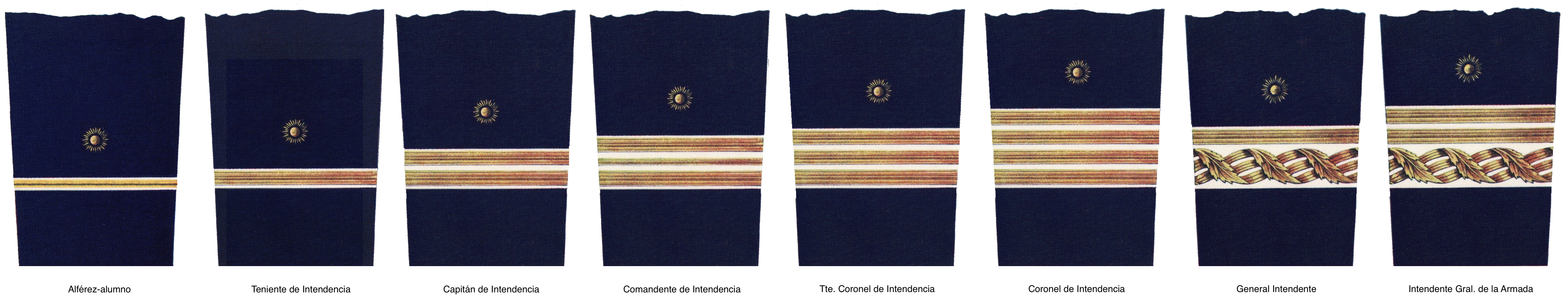
Från vänster till höger: Alférez-Alumno (femte året vid militärhögskolan), Teniente de Intendecia, Capitán de Intendecia, Comandante de Intendecia, Teniente Coronel de Intendecia, Coronel de Intendecia, General de Brigada de Intendecia, General de División de Intendecia.

## Marinläkarkåren
Marinläkarkåren, Cuerpo de Sanidad de la Armada var en personalkår som lades ned 1989. Facktecken bars i form av rött kläde mellan galonerna och ett stiliserad malteserkors ovanför. 

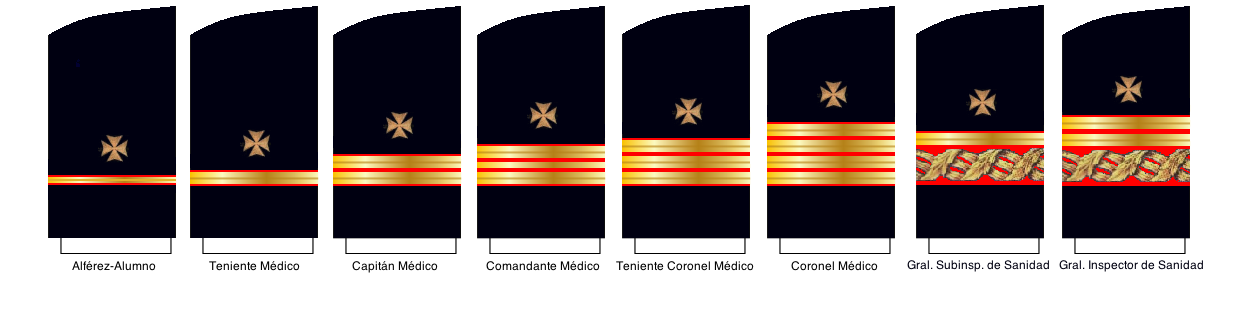

Marinläkarkåren ersattes av en försvarsgrensövergripande medicinalofficerskår, Cuerpo de Sanidad Militar.
| Emblema | Bandera de España |                                |                                |                 |                              |                  |                |                   |  |  |  |  |  |  |  |  |  |  |  |
|         | Bandera de España | Gral. de División Generalmajor | Gral. de Brigada Brigadgeneral | Coronel Överste | Tte. Coronel Överstelöjtnant | Comandante Major | Capitán Kapten | Teniente Löjtnant |  |  |  |  |  |  |  |  |  |  |  |

## Marinauditörkåren
Marinauditörkåren, Cuerpo Jurídico de la Armada, var en personalkår som lades ned 1989. Den hade som facktecken violett kläde mellan galonerna och en fasces ovanför. 
| Bandera de España |                 |                 |                   |                 |                 |                  |                 |  |  |  |  |  |  |  |  |  |  |  |
| Ministro Togado   | General Auditor | Coronel Auditor | Tte. Col. Auditor | Comandante Aud. | Capitán Auditor | Teniente Auditor | Alférez Auditor |  |  |  |  |  |  |  |  |  |  |  |

Marinauditörkåren ersattes av en försvarsgrensövergripande auditörkår, Cuerpo Jurídico Militar.
| Emblema | Bandera de España |                        |                 |                 |                          |                    |                 |                  |  |  |  |  |  |  |  |  |  |  |  |
|         | Bandera de España | Gral. Consejero Togado | General Auditor | Coronel Auditor | Teniente Coronel Auditor | Comandante Auditor | Capitán Auditor | Teniente Auditor |  |  |  |  |  |  |  |  |  |  |  |

## Avvecklade personalkårer

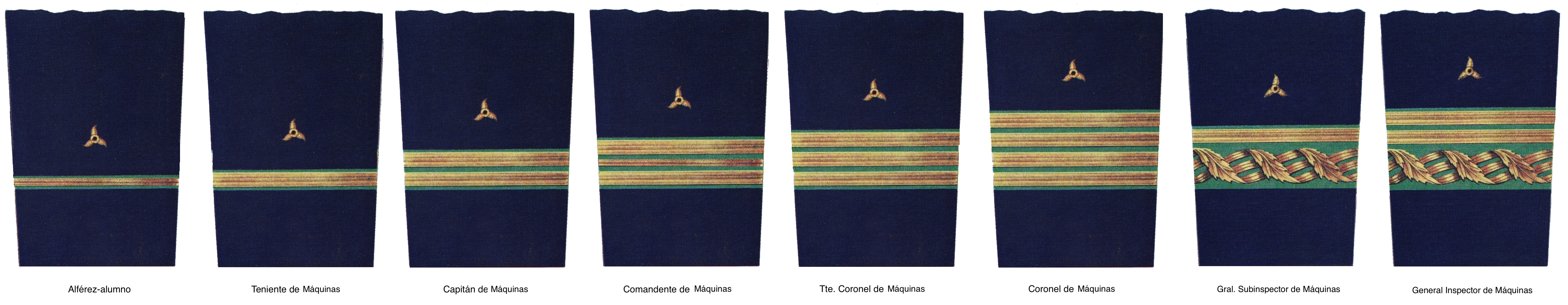
Flottans maskinofficerskår; nedlagd 1982 då personalen överfördes till sjöofficerskåren. Facktecken bars i form av grönt kläde mellan galonerna och en stiliserad propeller ovanför.

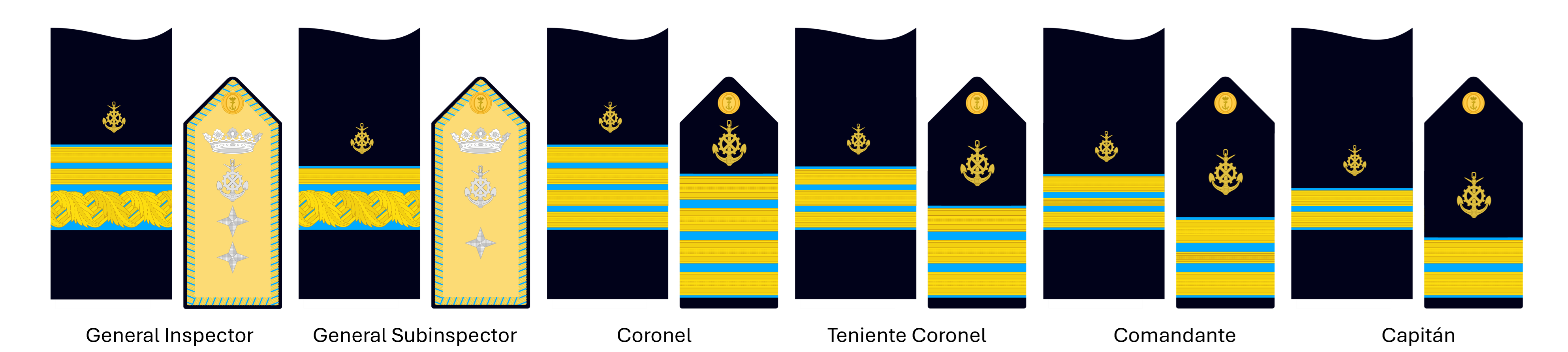
Flottans ingenjörskårs grader och gradbeteckningar till 1967 då kåren slogs samman med tygingenjörskåren till mariningenjörskåren. Facktecken bars i form av ljusblått kläde mellan galonerna och ett märke i form av ett kugghjul över ett ankare däröver.

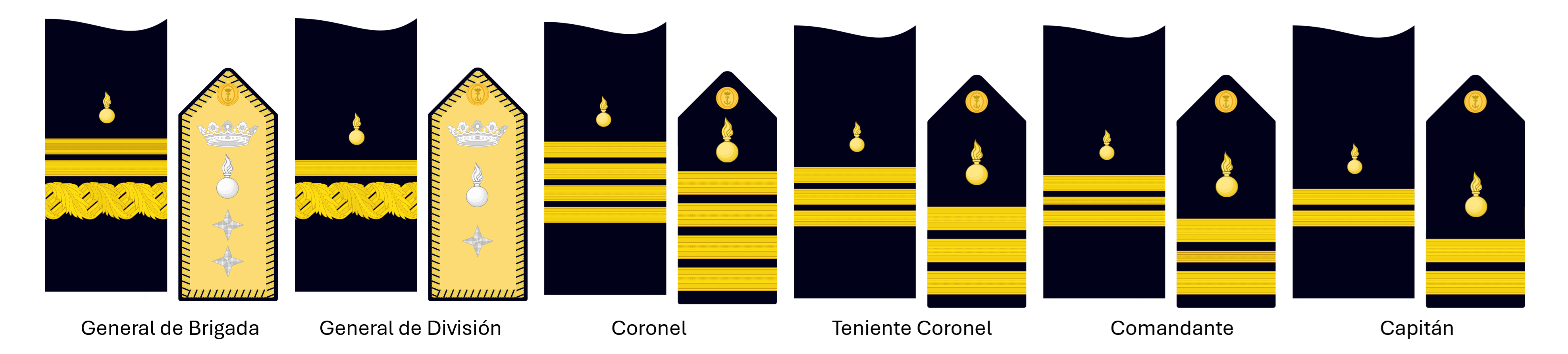
Flottans tygingenjörskårs grader och gradbeteckningar till 1967, då kåren slogs samman med ingenjörskåren till mariningenjörskåren. Facktecknet utgjordes av ett märke ovanför galonerna i form av en briserande granat.

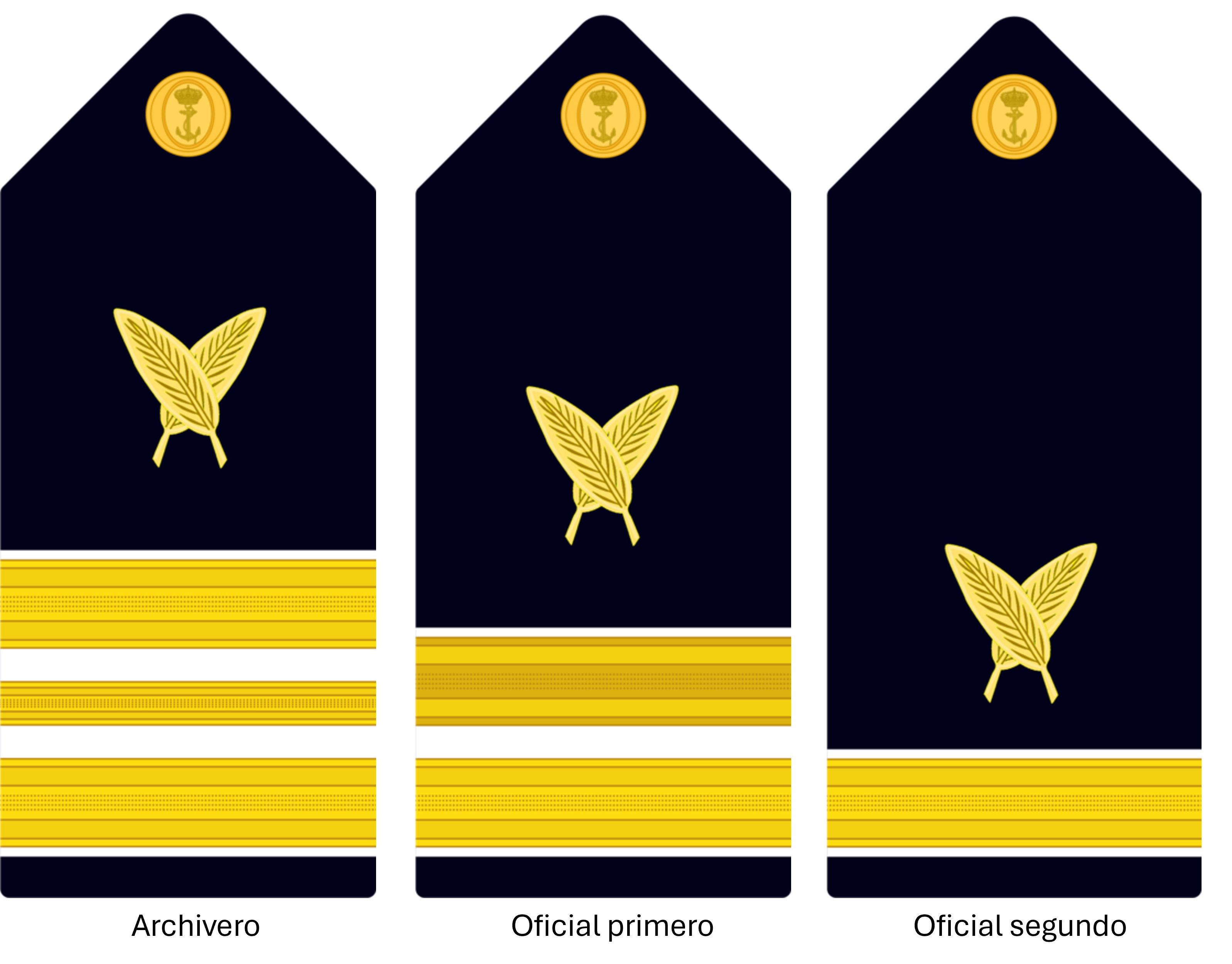
Marinens expeditionsofficerskår; nedlagd 1973 då en del av personalen överfördes till marinintendenturkåren. Facktecken utgjordes av vitt kläde mellan galonerna och ett märke i form av två stiliserade fjäderpennor ovanför.

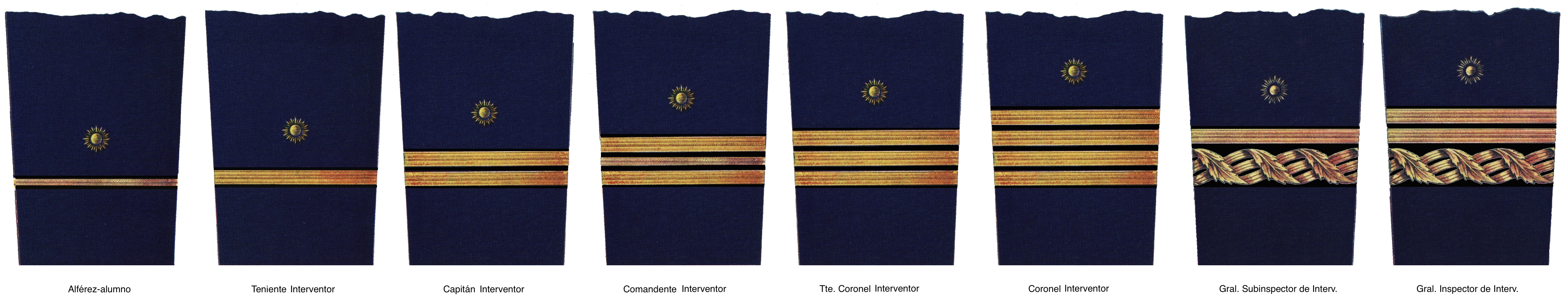
Marinens revisionsofficerskår; nedlagd 1985 då personalen överfördes till en nybildad försvarsgrensövergripande revisionsofficerskår. Facktecknet utgjordes precis som för marinintendenturkåren av ett märke i form av en stiliserad sol ovanför galonerna. Inget färgat kläde bars dock mellan dem.

Marinens apotekarkår -  Cuerpo de Farmacia
| España  |                  |            |         |          |  |  |  |  |  |
| Coronel | Teniente Coronel | Comandante | Capitán | Teniente |  |  |  |  |  |
|         |                  |            |         |          |  |  |  |  |  |

Marinens själavårdspersonal - Cuerpo Eclesiástico
| España          |                 |                |             |             |  |  |  |  |  |
| Tte. Vicario 1ª | Tte. Vicario 2ª | Capellán Mayor | Capellán 1º | Capellán 2º |  |  |  |  |  |
|                 |                 |                |             |             |  |  |  |  |  |